# The Sculptor's Model
The Sculptor's Model è un cortometraggio muto del 1915 diretto da George O. Nicholls (George Nichols).

## Produzione
Il film fu prodotto dalla Selig Polyscope Company.

## Distribuzione
Distribuito dalla General Film Company, il film - un cortometraggio in due bobine - uscì nelle sale cinematografiche statunitensi l'11 ottobre 1915.